# Central Saanich
Central Saanich est une municipalité de district de la Colombie-Britannique située sur la péninsule Saanich de l'île de Vancouver. Elle fait partie du district régional de la Capitale ainsi que de la région métropolitaine de Victoria, et comprend les collectivités de Saanichton et Brentwood Bay.
La municipalité est desservie par la route 17.

## Démographie
| 2001   | 2006   | 2011   | 2016   |
| ------ | ------ | ------ | ------ |
| 15 348 | 15 745 | 15 936 | 16 814 |

## Histoire
La municipalité a été fondée en 1950.

## Tourisme
Les jardins Butchart sont situés sur la municipalité, à Brentwood Bay.